# ام‌آی‌اس‌اس
ام‌آی‌اس‌اس (انگلیسی: Man in Space Soonest) که مخفف لغات Man in Space Soonest است، برنامه فضایی نیروی هوایی ارتش آمریکا جهت قرار دادن انسان در فضا بود. این پروژه در راستای رقابت فضایی آمریکا و اتحاد جماهیر شوروی برای سفر انسان به فضا بود که بعداً با برنامه فضایی مرکوری جایگزین شد.

## فضانوردان پیشنهادی ماموریت
- نیل آرمسترانگ (۱۹۳۰-۲۰۱۲), ۲۷، کمیته رایزنی ملی هوانوردی آمریکا.
- بیل بریجمن (۱۹۱۶-۱۹۶۸), ۴۲، شرکت هواپیماسازی داگلاس.
- Scott Crossfield (۱۹۲۱-۲۰۰۶), ۳۶، نورث امریکن اوییشن (NAA)
- ایوان کارل کینچلو، جونیور (۱۹۲۸-۱۹۵۸), ۲۹، USAF
- جان بی. مک‌کی (۱۹۲۲-۱۹۷۵), ۳۴، NACA
- روبرت ای. راشوورث (۱۹۲۴-۱۹۹۳), ۳۳، USAF
- جوزف ای واکر (۱۹۲۱-۱۹۶۶), ۳۶، NACA.
- آلوین اس. ویت (۱۹۱۸-۲۰۰۶), ۳۸، NAA
- روبرت مایکل ویت (۱۹۲۴-۲۰۱۰), ۳۳، USAF